# Copa de Alemania 1987-88
La Copa de Alemania 1987-88 fue la 45.ª edición de la copa de fútbol anual de Alemania Federal que se jugó del 28 de agosto de 1987 al 28 de mayo de 1988 y que contó con la participación de 64 equipos.
El Eintracht Frankfurt venció al VfL Bochum en la final jugada en el Estadio Olímpico de Berlín para ganar la copa nacional por cuarta ocasión.

## Primera Ronda
| 28-8-1987 | SV Südwest Ludwigshafen | 1 – 6   | SC Fortuna Köln                                      | Sudwestplatz, Ludwigshafen am Rhein                |                                                    |
|           | Hielscher 54' (o.g.)    | Reporte | Fuchs 9', 40' · Baffoe 24' 52' · Gede 70' 76' (pen.) | Asistencia: 200 espectadores Árbitro(s): Schneider | Asistencia: 200 espectadores Árbitro(s): Schneider |

| 28-8-1987 | FC St. Pauli | 0 – 3 (t. s.) | Blau-Weiß 90 Berlin               | Millerntor-Stadion, Hamburg                     |                                                 |
|           |              | Reporte       | Dinauer 110' · Hellmann 112' 119' | Asistencia: 5500 espectadores Árbitro(s): Kruse | Asistencia: 5500 espectadores Árbitro(s): Kruse |

| 28-8-1987 | 1. FC Pforzheim                               | 3 – 2   | 1. FC Saarbrücken        | Holzhof Stadion, Pforzheim                        |                                                   |
|           | Walz 12' · Pfirrmann 25' · Steiner 57' (a.g.) | Reporte | Hintermaier 2' · Dum 50' | Asistencia: 5000 espectadores Árbitro(s): Stocker | Asistencia: 5000 espectadores Árbitro(s): Stocker |

| 28-8-1987 | TSV Verden | 0 – 4   | SV Werder Bremen                              | Verden Sportplatz, Verden                            |                                                      |
|           |            | Reporte | Meier 34' 77' · Neubarth 60' · Ordenewitz 72' | Asistencia: 12 000 espectadores Árbitro(s): Malbranc | Asistencia: 12 000 espectadores Árbitro(s): Malbranc |

| 28-8-1987 | Eintracht Frankfurt                  | 3 – 2   | FC Schalke 04 | Waldstadion, Frankfurt                              |                                                     |
|           | Möller 16' · Schulz 29' · Balzis 72' | Reporte | Thon 43' 63'  | Asistencia: 18 000 espectadores Árbitro(s): Mierswa | Asistencia: 18 000 espectadores Árbitro(s): Mierswa |

| 28-8-1987 | VfB Oldenburg | 0 – 0 (t. s.) | VfL Bochum | Marschweg-Stadion, Oldenburg                   |                                                |
|           |               | Reporte       |            | Asistencia: 8200 espectadores Árbitro(s): Molm | Asistencia: 8200 espectadores Árbitro(s): Molm |

| 28-8-1987 | VfL Wolfsburg                                     | 3 – 0   | Hannover 96 | VfL-Stadium, Wolfsburg                                 |                                                        |
|           | Plagge 11' (pen.) · Kretzschmar 46' · Fiebich 81' | Reporte |             | Asistencia: 7200 espectadores Árbitro(s): Kriegelstein | Asistencia: 7200 espectadores Árbitro(s): Kriegelstein |

| 28-8-1987 | 1. FC Kaiserslautern                   | 3 – 1 (t. s.) | SV Waldhof Mannheim | Betzenberg, Kaiserslautern                        |                                                   |
|           | Wolf 81' · Emmerling 97' · Wuttke 119' | Reporte       | Dais 23'            | Asistencia: 15 600 espectadores Árbitro(s): Pauly | Asistencia: 15 600 espectadores Árbitro(s): Pauly |

| 28-8-1987 | Hamburger SV                               | 3 – 0   | FC 08 Homburg | Wolsparkstadion, Hamburgo                      |                                                |
|           | Kaltz 15' (pen.) · Gründel 34' · Kastl 73' | Reporte |               | Asistencia: 4500 espectadores Árbitro(s): Boos | Asistencia: 4500 espectadores Árbitro(s): Boos |

| 28-8-1987 | Borussia Mönchengladbach  | 2 – 1 (t. s.) | Bayer 04 Leverkusen | Bokelsbergstadion, Monchengladbach                 |                                                    |
|           | Frontzeck 55' · Rahn 112' | Reporte       | Falkenmayer 61'     | Asistencia: 12 000 espectadores Árbitro(s): Osmers | Asistencia: 12 000 espectadores Árbitro(s): Osmers |

| 28-8-1987 | 1. FC Köln                      | 3 – 0   | VfB Stuttgart | Radrennbahn Müngersdorf, Köln                     |                                                   |
|           | Littbarski 27' 37' · Engels 90' | Reporte |               | Asistencia: 30 000 espectadores Árbitro(s): Gabor | Asistencia: 30 000 espectadores Árbitro(s): Gabor |

| 28-8-1987 | Rot-Weiss Essen | 1 – 3   | FC Bayern Munich      | Georg-Melches-Stadion, Essen                      |                                                   |
|           | Regenbogen 54'  | Reporte | Wohlfarth 37' 54' 77' | Asistencia: 3000 espectadores Árbitro(s): Barnick | Asistencia: 3000 espectadores Árbitro(s): Barnick |

| 28-8-1987 | VfR Aachen-Forst | 0 – 5   | Karlsruher SC                                                          | Stadion an der Sonnenscheinstraße, Aachen         |                                                   |
|           |                  | Reporte | Süss 10' · Bogdan 34' · Glesius 62' · Biewendt 79' (a.g.) · Heisig 90' | Asistencia: 2000 espectadores Árbitro(s): Kentsch | Asistencia: 2000 espectadores Árbitro(s): Kentsch |

| 28-8-1987 | SV Heidingsfeld | 1 – 2   | Bayer 05 Uerdingen     | Sportpark Herieden, Wurzburg                     |                                                  |
|           | Winkler 37'     | Reporte | Kuntz 62' · Herget 87' | Asistencia: 6000 espectadores Árbitro(s): Corell | Asistencia: 6000 espectadores Árbitro(s): Corell |

| 28-8-1987 | Arminia Bielefeld | 1 – 4 (t. s.) | SC Freiburg                                             | Alm, Bielefeld                                  |                                                 |
|           | Westerwinter 57'  | Reporte       | Löffler 85' · Sané 98' · Higl 106' · Schaub 109' (pen.) | Asistencia: 1500 espectadores Árbitro(s): Weber | Asistencia: 1500 espectadores Árbitro(s): Weber |

| 28-8-1987 | TuS Paderborn-Neuhaus | 0 – 5   | Stuttgarter Kickers                                           | Hermann-Löns-Stadion, Paderborn                |                                                |
|           |                       | Reporte | Hein 15' · Grabosch 33' · Vollmer 57' 73' · Schlotterbeck 81' | Asistencia: 4200 espectadores Árbitro(s): Junk | Asistencia: 4200 espectadores Árbitro(s): Junk |

| 28-8-1987 | RSV Würges | 0 – 3   | Fortuna Düsseldorf                | RSV-Stadion, Bad Camberg                            |                                                     |
|           |            | Reporte | Thomas 34' 88' · Weikl 81' (pen.) | Asistencia: 4000 espectadores Árbitro(s): Steinborn | Asistencia: 4000 espectadores Árbitro(s): Steinborn |

| 28-8-1987 | TSV Vestenbergsgreuth | 0 – 4   | SV Darmstadt 98                    | Am Schwalbenberg, Franconia                     |                                                 |
|           |                       | Reporte | Dörr 5' · Trunk 52' 89' · Emig 60' | Asistencia: 5000 espectadores Árbitro(s): Witke | Asistencia: 5000 espectadores Árbitro(s): Witke |

| 28-8-1987 | SV St. Ingbert | 0 – 2   | Union Solingen         | Muhlwaldstadion, Ingbert                       |                                                |
|           |                | Reporte | Basten 20' · Römer 68' | Asistencia: 1300 espectadores Árbitro(s): Berg | Asistencia: 1300 espectadores Árbitro(s): Berg |

| 28-8-1987 | Viktoria Aschaffenburg                      | 4 – 0   | SG Wattenscheid 09 | Stadion am Schönbusch, Aschaffenburg            |                                                 |
|           | Aulbach 4' · Schäfer 40' 46' · Lindenau 73' | Reporte |                    | Asistencia: 5000 espectadores Árbitro(s): Rubel | Asistencia: 5000 espectadores Árbitro(s): Rubel |

| 28-8-1987 | VfR Aalen  | 1 – 2   | Alemannia Aachen | Rohrwang, Aalen                                     |                                                     |
|           | Zeller 79' | Reporte | Gries 20' 82'    | Asistencia: 1900 espectadores Árbitro(s): Gangkofer | Asistencia: 1900 espectadores Árbitro(s): Gangkofer |

| 28-8-1987 | FSV Salmrohr                 | 2 – 0   | VfL Osnabrück | Salmtalstadion, Salmrohr                         |                                                  |
|           | Rolshausen 36' · Irmisch 82' | Reporte |               | Asistencia: 1000 espectadores Árbitro(s): Paulus | Asistencia: 1000 espectadores Árbitro(s): Paulus |

| 28-8-1987 | VfL Hamm                 | 2 – 7   | KSV Hessen Kassel                                                               | VfL Stadion, Hamm                                |                                                  |
|           | Wilhelm 63' · Becher 90' | Reporte | Drube 3' · Th. Schmidt 30' · Knauf 39' · Hecking 45' (pen.) 57' 69' · Scott 84' | Asistencia: 1300 espectadores Árbitro(s): Kreutz | Asistencia: 1300 espectadores Árbitro(s): Kreutz |

| 28-8-1987 | VfB Dillingen | 0 – 1   | TSG Giengen   | Sportplatz Papiermühle, Dillingen              |                                                |
|           |               | Reporte | G. Tekale 67' | Asistencia: 1000 espectadores Árbitro(s): Thul | Asistencia: 1000 espectadores Árbitro(s): Thul |

| 28-8-1987 | SV Werder Bremen II                                   | 5 – 1   | MTV Ingolstadt | Weserstadion 11, Bremen                         |                                                 |
|           | Spannuth 14' 85' · Krampe 23' · Hanses 56' · Rose 68' | Reporte | Andresen 17'   | Asistencia: 300 espectadores Árbitro(s): Lüttig | Asistencia: 300 espectadores Árbitro(s): Lüttig |

| 28-8-1987 | Eintracht Braunschweig        | 2 – 3   | 1. FC Nürnberg                             | Stadion an der Hamburger Straße, Braunschweig     |                                                   |
|           | Posipal 44' · Buchheister 85' | Reporte | Eckstein 20' · Schneider 33' · Dittwar 59' | Asistencia: 13 500 espectadores Árbitro(s): Lower | Asistencia: 13 500 espectadores Árbitro(s): Lower |

| 28-8-1987 | KSV Baunatal  | 1 – 1 (t. s.) | SSV Ulm 1846 | Parkstadion, Baunatal |                      |
|           | Lindemann 90' | Reporte       | Glückler 80' | Árbitro(s): Feistner  | Árbitro(s): Feistner |

| 28-8-1987 | FV Offenburg                 | 3 – 3 (t. s.) | Borussia Dortmund                            | Karl-Heitz Stadion, Offenburg                     |                                                   |
|           | Ritter 35' · Wagner 60' 115' | Reporte       | Răducanu 34' · Banach 49' · Anderbrügge 105' | Asistencia: 7000 espectadores Árbitro(s): Schäfer | Asistencia: 7000 espectadores Árbitro(s): Schäfer |

| 28-8-1987 | VfB Lübeck  | 1 – 2   | Schwarz-Weiß Essen         | Lohmühle, Lübeck                                    |                                                     |
|           | Jeschke 89' | Reporte | Wirbitzky 22' · Sassen 72' | Asistencia: 3500 espectadores Árbitro(s): Engelmann | Asistencia: 3500 espectadores Árbitro(s): Engelmann |

| 28-8-1987 | SC Concordia Hamburg                    | 3 – 0 (t. s.) | SpVgg Erkenschwick | Marienthal-Stadion, Hamburg                    |                                                |
|           | Witte 101' · Malek 103' · Petersen 109' | Reporte       |                    | Asistencia: 800 espectadores Árbitro(s): Augar | Asistencia: 800 espectadores Árbitro(s): Augar |

| 28-8-1987 | SC Preußen Münster | 1 – 1 (t. s.) | Rot-Weiß Oberhausen | Preußenstadion, Münster                            |                                                    |
|           | Riemann 63'        | Reporte       | Gorka 17'           | Asistencia: 4500 espectadores Árbitro(s): Richmann | Asistencia: 4500 espectadores Árbitro(s): Richmann |

| 30-8-1987 | Viktoria Köln | 1 – 3   | Hertha BSC                          | Südstadion, Köln                                  |                                                   |
|           | Herren 66'    | Reporte | Dietrich 2' · Vogler 37' 63' (pen.) | Asistencia: 2000 espectadores Árbitro(s): Blütgen | Asistencia: 2000 espectadores Árbitro(s): Blütgen |

### Replay
| 15-9-1987 | SSV Ulm 1846                   | 2 – 1   | KSV Baunatal  | Donaustadion, Ulm                                 |                                                   |
|           | Patzer 16' (a.g.) · Böpple 79' | Reporte | Dounogher 22' | Asistencia: 800 espectadores Árbitro(s): Buchhart | Asistencia: 800 espectadores Árbitro(s): Buchhart |

| 6-10-1987 | Borussia Dortmund                                     | 5 – 0   | FV Offenburg | Westfalenstadion, Dortmund                            |                                                       |
|           | Dickel 8' · Mill 46' 81' · Lusch 54' · Pagelsdorf 87' | Reporte |              | Asistencia: 5600 espectadores Árbitro(s): Ahlenfelder | Asistencia: 5600 espectadores Árbitro(s): Ahlenfelder |

| 6-10-1987 | Rot-Weiß Oberhausen | 0 – 2   | SC Preußen Münster     | Niederrheinstadion, Oberhausen                     |                                                    |
|           |                     | Reporte | Riemann 20' · Koop 70' | Asistencia: 1200 espectadores Árbitro(s): Steffens | Asistencia: 1200 espectadores Árbitro(s): Steffens |

| 13-10-1987 | VfL Bochum | 4 – 1   | VfB Oldenburg | Ruhrstadion, Bochum                               |                                                   |
|            |            | Reporte | Voigt 90'     | Asistencia: 2600 espectadores Árbitro(s): Prengel | Asistencia: 2600 espectadores Árbitro(s): Prengel |

## Segunda Ronda
| 23-10-1987 | 1. FC Kaiserslautern                     | 4 – 3   | Blau-Weiß 90 Berlin                         | Betzenberg, Kaiserslautern                         |                                                    |
|            | Kohr 9' · Hartmann 19' · Allievi 65' 88' | Reporte | Schlumberger 20' · Holzer 79' · Dinauer 83' | Asistencia: 9700 espectadores Árbitro(s): Dellwing | Asistencia: 9700 espectadores Árbitro(s): Dellwing |

| 23-10-1987 | SV Werder Bremen II | 1 – 3   | Hamburger SV                           | Weserstadion 11, Bremen                              |                                                      |
|            | Eilts 73'           | Reporte | Kaltz 43' · Dittmer 62' · Labbadia 68' | Asistencia: 4200 espectadores Árbitro(s): Zimmermann | Asistencia: 4200 espectadores Árbitro(s): Zimmermann |

| 23-10-1987 | SC Preußen Münster      | 2 – 2 (t. s.) | Alemannia Aachen             | Preußenstadion, Münster                             |                                                     |
|            | Fleige 42' · Knauer 86' | Reporte       | Zimmermann 25' · Abdelli 31' | Asistencia: 12 000 espectadores Árbitro(s): Heimann | Asistencia: 12 000 espectadores Árbitro(s): Heimann |

| 23-10-1987 | TSG Giengen | 1 – 2 (t. s.) | VfL Bochum                   | TSG-Stadion, Gleingern an der Brenz               |                                                   |
|            | Gentner 84' | Reporte       | Fischer 33' · Hantzidis 112' | Asistencia: 3300 espectadores Árbitro(s): Dehmelt | Asistencia: 3300 espectadores Árbitro(s): Dehmelt |

| 23-10-1987 | 1. FC Pforzheim       | 2 – 0   | SC Concordia Hamburg | Holzhof Stadium, Pforzheim                      |                                                 |
|            | Moutas 78' 88' (pen.) | Reporte |                      | Asistencia: 4800 espectadores Árbitro(s): Bauer | Asistencia: 4800 espectadores Árbitro(s): Bauer |

| 23-10-1987 | Viktoria Aschaffenburg | 1 – 0   | 1. FC Köln | Stadion am Schönbusch, Aschaffenburg            |                                                 |
|            | Höfer 83'              | Reporte |            | Asistencia: 12 000 espectadores Árbitro(s): Fux | Asistencia: 12 000 espectadores Árbitro(s): Fux |

| 23-10-1987 | Eintracht Frankfurt             | 3 – 0   | SSV Ulm 1846 | Waldstadion, Frankfurt                          |                                                 |
|            | Turowski 43' 64' · Smolarek 62' | Reporte |              | Asistencia: 4100 espectadores Árbitro(s): Brehm | Asistencia: 4100 espectadores Árbitro(s): Brehm |

| 23-10-1987 | KSV Hessen Kassel  | 3 – 1   | Stuttgarter Kickers | Auestadion, Kassel                               |                                                  |
|            | Sippel 25' 48' 76' | Reporte | Vollmer 54'         | Asistencia: 3000 espectadores Árbitro(s): Fuhrer | Asistencia: 3000 espectadores Árbitro(s): Fuhrer |

| 23-10-1987 | Karlsruher SC | 1 – 1 (t. s.) | 1. FC Nürnberg | Wildparkstadion, Karlsruhe                          |                                                     |
|            | Glesius 74'   | Reporte       | Eckstein 65'   | Asistencia: 15 000 espectadores Árbitro(s): Matheis | Asistencia: 15 000 espectadores Árbitro(s): Matheis |

| 23-10-1987 | SC Fortuna Köln | 1 – 0   | SC Freiburg | Südstadion, Köln                                |                                                 |
|            | Außem 74'       | Reporte |             | Asistencia: 800 espectadores Árbitro(s): Kasper | Asistencia: 800 espectadores Árbitro(s): Kasper |

| 23-10-1987 | SG Union Solingen | 1 – 2   | Fortuna Düsseldorf            | Stadion am Hermann-Löhns-Weg, Solingen                |                                                       |
|            | Römer 73' (pen.)  | Reporte | Fach 54' · Demandt 89' (pen.) | Asistencia: 7000 espectadores Árbitro(s): Assenmacher | Asistencia: 7000 espectadores Árbitro(s): Assenmacher |

| 23-10-1987 | FSV Salmrohr | 0 – 1   | Borussia Dortmund | Salmtalstadion, Salmrohr                       |                                                |
|            |              | Reporte | MacLeod 26'       | Asistencia: 3500 espectadores Árbitro(s): Merk | Asistencia: 3500 espectadores Árbitro(s): Merk |

| 23-10-1987 | Schwarz-Weiß Essen | 1 – 0   | SV Darmstadt 98 | Uhlenkrugstadion, Essen                           |                                                   |
|            | Müffler 41'        | Reporte |                 | Asistencia: 5500 espectadores Árbitro(s): Frorath | Asistencia: 5500 espectadores Árbitro(s): Frorath |

| 23-10-1987 | Borussia Mönchengladbach      | 2 – 2 (t. s.) | FC Bayern Munich             | Bockelbergstadion, Monchengladbach                   |                                                      |
|            | Hochstätter 78' · Thiele 100' | Reporte       | Rummenigge 72' · Dorfner 97' | Asistencia: 34 000 espectadores Árbitro(s): Theobald | Asistencia: 34 000 espectadores Árbitro(s): Theobald |

| 24-10-1987 | Hertha BSC | 1 – 2   | Bayer 05 Uerdingen | Olympiastadion, Berlin                           |                                                  |
|            | Rinke 90'  | Reporte | Kuntz 39' 56'      | Asistencia: 5600 espectadores Árbitro(s): Harder | Asistencia: 5600 espectadores Árbitro(s): Harder |

| 21-11-1987 | VfL Wolfsburg                                            | 4 – 5 (t. s.) | SV Werder Bremen                                                                     | VfL Stadion, Wolfsburg                              |                                                     |
|            | Plagge 79' (pen.) · Ansorge 89' · Otto 90' · Fiebich 90' | Reporte       | Neubarth 40' · Ansorge 53' (a.g.) · Kutzop 70' (pen.) · Riedle 84' · Ordenewitz 101' | Asistencia: 10 000 espectadores Árbitro(s): Schmidt | Asistencia: 10 000 espectadores Árbitro(s): Schmidt |

### Replay
| 11-8-1987 | Alemannia Aachen | 0 – 1   | SC Preußen Münster     | Tivoli, Aachen                                   |                                                  |
|           |                  | Reporte | Buschlinger 28' (a.g.) | Asistencia: 2000 espectadores Árbitro(s): Umbach | Asistencia: 2000 espectadores Árbitro(s): Umbach |

| 11-11-1987 | 1. FC Nürnberg                  | 2 – 1   | Karlsruher SC | Frankenstadion, Núremberg                           |                                                     |
|            | Eckstein 46' · Philipkowski 50' | Reporte | Bogdan 73'    | Asistencia: 7400 espectadores Árbitro(s): Kautschor | Asistencia: 7400 espectadores Árbitro(s): Kautschor |

| 11-11-1987 | FC Bayern Munich                   | 3 – 2 (t. s.) | Borussia Mönchengladbach | Olympiastadion, Munich                             |                                                    |
|            | Matthäus 74' · Rummenigge 93' 111' | Reporte       | Thiele 57' · Criens 110' | Asistencia: 42 000 espectadores Árbitro(s): Werner | Asistencia: 42 000 espectadores Árbitro(s): Werner |

## Tercera Ronda
| 24-11-1987 | Fortuna Düsseldorf | 0 – 1   | Eintracht Frankfurt | Rheinstadion, Düsseldorf                             |                                                      |
|            |                    | Reporte | Détári 77' (pen.)   | Asistencia: 6500 espectadores Árbitro(s): Zimmermann | Asistencia: 6500 espectadores Árbitro(s): Zimmermann |

| 10-12-1987 | SC Preußen Münster   | 2 – 3   | SC Fortuna Köln                            | Preußenstadion, Münster                              |                                                      |
|            | Koop 47' · Gäher 79' | Reporte | Baffoe 18' · Schlösser 32' · Niggemann 70' | Asistencia: 22 000 espectadores Árbitro(s): Retzmann | Asistencia: 22 000 espectadores Árbitro(s): Retzmann |

| 13-2-1988 | Bayer 05 Uerdingen                  | 3 – 3 (t. s.) | Borussia Dortmund                     | Grotenburg Stadion, Krefeld                             |                                                         |
|           | Fach 46' · Witeczek 77' · Kuntz 96' | Reporte       | Helmer 31' · Hupe 87' · Kutowski 119' | Asistencia: 13 000 espectadores Árbitro(s): Assenmacher | Asistencia: 13 000 espectadores Árbitro(s): Assenmacher |

| 13-2-1988 | 1. FC Pforzheim | 1 – 1 (t. s.) | SV Werder Bremen | Holzhof Stadion, Pforzheim                             |                                                        |
|           | Pfirrmann 69'   | Reporte       | Bratseth 7'      | Asistencia: 11 500 espectadores Árbitro(s): Tritschler | Asistencia: 11 500 espectadores Árbitro(s): Tritschler |

| 13-2-1988 | KSV Hessen Kassel | 0 – 1   | Viktoria Aschaffenburg | Auestadion, Kassel                                   |                                                      |
|           |                   | Reporte | Höfer 66'              | Asistencia: 8000 espectadores Árbitro(s): Gochermann | Asistencia: 8000 espectadores Árbitro(s): Gochermann |

| 13-2-1988 | 1. FC Kaiserslautern | 1 – 2   | Hamburger SV                    | Estadio Fritz Walter, Kaiserslautern                    |                                                         |
|           | Moser 66'            | Reporte | Jakobs 41' · Okoński 76' (pen.) | Asistencia: 28 000 espectadores Árbitro(s): Schmidhuber | Asistencia: 28 000 espectadores Árbitro(s): Schmidhuber |

| 14-2-1988 | FC Bayern Munich                                 | 3 – 1   | 1. FC Nürnberg | Olympiastadion, Munich                             |                                                    |
|           | Nachtweih 20' · Hughes 62' · Matthäus 90' (pen.) | Reporte | Andersen 33'   | Asistencia: 61 000 espectadores Árbitro(s): Umbach | Asistencia: 61 000 espectadores Árbitro(s): Umbach |

| 14-2-1988 | Schwarz-Weiss Essen | 0 – 1   | VfL Bochum  | Uhlenkrugstadion, Essen                               |                                                       |
|           |                     | Reporte | Leifeld 57' | Asistencia: 15 000 espectadores Árbitro(s): Steinborn | Asistencia: 15 000 espectadores Árbitro(s): Steinborn |

### Replay
| 24-2-1988 | Borussia Dortmund | 1 – 2   | Bayer 05 Uerdingen        | Westfalenstadion, Dortmund                           |                                                      |
|           | Dickel 50'        | Reporte | W. Funkel 21' · Kuntz 72' | Asistencia: 12 000 espectadores Árbitro(s): Heitmann | Asistencia: 12 000 espectadores Árbitro(s): Heitmann |

| 24-2-1988 | SV Werder Bremen                           | 3 – 1   | 1. FC Pforzheim | Weserstadion, Bremen                           |                                                |
|           | Neubarth 19' · Ordenewitz 37' · Riedle 43' | Reporte | Mähler 30'      | Asistencia: 5000 espectadores Árbitro(s): Krug | Asistencia: 5000 espectadores Árbitro(s): Krug |

## Cuartos de final
| 8-3-1988 | Hamburger SV           | 2 – 1   | FC Bayern Munich | Volksparkstadion, Hamburgo                          |                                                     |
|          | Kastl 6' · Gründel 45' | Reporte | Matthäus 59'     | Asistencia: 45 000 espectadores Árbitro(s): Fockler | Asistencia: 45 000 espectadores Árbitro(s): Fockler |

| 8-3-1988 | Eintracht Frankfurt                                | 4 – 2   | Bayer 05 Uerdingen              | Waldstadion, Frankfurt                            |                                                   |
|          | Détári 22' · Sievers 33' · Binz 55' · Smolarek 64' | Reporte | Münn 10' (a.g.) · W. Funkel 39' | Asistencia: 10 300 espectadores Árbitro(s): Gabor | Asistencia: 10 300 espectadores Árbitro(s): Gabor |

| 9-3-1988 | Viktoria Aschaffenburg | 1 – 3 | SV Werder Bremen                      | Stadion am Schönbusch, Aschaffenburg              |                                                   |
|          | Lindenau 87'           |       | Neubarth 7' · Votava 31' · Schaaf 55' | Asistencia: 13 000 espectadores Árbitro(s): Weber | Asistencia: 13 000 espectadores Árbitro(s): Weber |

| 9-3-1988 | VfL Bochum                           | 4 – 1   | SC Fortuna Köln | Ruhrstadion, Bochum                               |                                                   |
|          | Leifeld 70' 83' · Iwan 87' · Epp 88' | Reporte | Pförtner 29'    | Asistencia: 5000 espectadores Árbitro(s): Strigel | Asistencia: 5000 espectadores Árbitro(s): Strigel |

## Semifinales
| 12-4-1988 | VfL Bochum          | 2 – 0   | Hamburger SV | Ruhrstadion, Bochum                                   |                                                       |
|           | Kree 27' · Iwan 60' | Reporte |              | Asistencia: 31 000 espectadores Árbitro(s): Scheuerer | Asistencia: 31 000 espectadores Árbitro(s): Scheuerer |

| 13-4-1988 | SV Werder Bremen | 0 – 1   | Eintracht Frankfurt | Weserstadion, Bremen                              |                                                   |
|           |                  | Reporte | Schulz 45'          | Asistencia: 20 000 espectadores Árbitro(s): Pauly | Asistencia: 20 000 espectadores Árbitro(s): Pauly |

## Final
| 28 de mayo de 1988 | Eintracht Frankfurt | 1–0     | VfL Bochum | Olympiastadion, Berlín Oeste                         |                                                      |
|                    | Détári 81'          | Reporte |            | Asistencia: 76 000 espectadores Árbitro(s): Heitmann | Asistencia: 76 000 espectadores Árbitro(s): Heitmann |

| Eintracht Frankfurt | VfL Bochum |

| ARQ                 | 1  | Uli Stein            |            |     |
| DEF                 | 4  | Manfred Binz         |            |     |
| DEF                 | 2  | Dieter Schlindwein   |            |     |
| DEF                 | 3  | Charly Körbel        |            |     |
| MED                 | 6  | Michael Kostner      | Amonestado | 71' |
| MED                 | 5  | Ralf Sievers         | Amonestado |     |
| MED                 | 7  | Frank Schulz         |            |     |
| MED                 | 10 | Lajos Détári         |            |     |
| MED                 | 8  | Dietmar Roth         |            |     |
| DEL                 | 9  | Holger Friz          |            | 78' |
| DEL                 | 11 | Włodzimierz Smolarek |            |     |
| Substitutos:        |    |                      |            |     |
| DEF                 |    | Thomas Klepper       |            | 71' |
| DEL                 |    | Janusz Turowski      |            | 78' |
| Entrenador:         |    |                      |            |     |
| Karl-Heinz Feldkamp |    |                      |            |     |

| ARQ             | 1  | Ralf Zumdick      |            |     |
| DEF             | 4  | Lothar Woelk      |            |     |
| DEF             | 5  | Walter Oswald     |            |     |
| DEF             | 2  | Frank Heinemann   |            |     |
| DEF             | 3  | Martin Kree       | Amonestado |     |
| MED             | 11 | Michael Rzehaczek |            |     |
| MED             | 10 | Josef Nehl        |            | 66' |
| MED             | 7  | Andrzej Iwan      |            |     |
| MED             | 6  | Rob Reekers       |            |     |
| MED             | 8  | Thorsten Legat    | Amonestado |     |
| DEL             | 9  | Uwe Leifeld       |            |     |
| Substitutos:    |    |                   |            |     |
| DEL             |    | Thomas Epp        |            | 66' |
| Entrenador:     |    |                   |            |     |
| Hermann Gerland |    |                   |            |     |